# Michael Jude Byrnes
Michael Jude Byrnes (Detroit, 23 de agosto de 1958 – Detroit, 30 de maio de 2025) foi prelado norte-americano da Igreja Católica Romana, foi arcebispo emérito de Aganha, no território de Guam, localizada na Micronésia.

## Biografia
Nasceu em Detroit, Michigan, filho de Patrick e Marie Byrnes. Formou-se na Detroit Catholic Central High School (1976). Frequentou a Universidade de Michigan em Ann Arbor, obtendo um diploma de Bacharel em Ciências em Microbiologia em 1979. Até agosto de 1981, ele atuou como assistente de laboratório no departamento de química biológica na Faculdade de Medicina da Universidade de Michigan, enquanto também atuava como ministro do campus em meio período. Continuou como ministro do campus através da University Christian Outreach, e trabalhou nessa função até 1985.
Ativo no movimento de Renovação Carismática, ele atuou como gerente de escritório do grupo de extensão Servant Ministries em Ann Arbor de 1985 a 1990. Ele iniciou sua formação no Seminário Maior do Sagrado Coração em Detroit em 1990, onde mais tarde obteve o título de Mestre em Divindade e o título de Mestre em Artes com concentração em Escrituras.
Byrnes foi ordenado ao sacerdócio em 25 de maio de 1996, na Catedral do Santíssimo Sacramento da Arquidiocese de Detroit pelo cardeal Adam Joseph Maida. Começou seu ministério sacerdotal como pároco associado na paróquia de Santa Joana d'Arc em St. Clair Shores e como membro adjunto do corpo docente no Seminário Maior do Sagrado Coração. Ele serviu nessas funções até 1999, quando partiu para Roma para estudar na Pontifícia Universidade Gregoriana, obtendo o doutorado em Teologia Sagrada em 2003. Retornando a Detroit, ele se juntou ao corpo docente do Seminário Maior do Sagrado Coração e serviu como assistente de fim de semana em três paróquias de Detroit.
Em janeiro de 2004, ele foi nomeado vice-reitor do Seminário Maior do Sagrado Coração e também pároco da Apresentação/Nossa Senhora da Vitória. Além disso, entre 2007 e 2009, ele serviu no Conselho Presbiteral Arquidiocesano.

### Bispo Auxiliar de Detroit

Brasão de Armas como Bispo Auxiliar de Detroit

Em 22 de março de 2011, Michael J. Byrnes foi nomeado bispo titular de Eguga e bispo auxiliar da Arquidiocese de Detroit. Ele foi consagrado em 5 de maio de 2011, pelo Arcebispo Allen Henry Vigneron na Catedral do Santíssimo Sacramento. Seus co-consagradores foram John Nienstedt, da Arcebispo de Saint Paul e Minneapolis e John Quinn, Bispo de Winona–Rochester.
Enquanto bispo auxiliar, Byrnes auxiliou o arcebispo Vigneron na supervisão pastoral da região nordeste da Arquidiocese de Detroit, que inclui partes dos condados de Macomb, St. Clair e Lapeer. Em outubro de 2012, foi convidado pelo arcebispo Vigneron para liderar os principais esforços na Arquidiocese relacionados à evangelização. Esses esforços incluíram a iniciativa Unleash the Gospel New Evangelization e o próximo sínodo arquidiocesano.

### Arcebispo de Aganha
Em 31 de outubro de 2016, Byrnes foi nomeado arcebispo coadjutor com faculdades especiais da Arquidiocese de Aganha, localizada no território insular de Guam no Pacífico. Ele foi empossado como arcebispo coadjutor em 30 de novembro.
Embora o arcebispo de Aganha, Anthony Apuron, tenha sido considerado culpado por acusações de abuso sexual de menores por um Tribunal Apostólico da Congregação para a Doutrina da Fé em 16 de março de 2018, ele foi apenas suspenso do exercício de sua autoridade sobre arquidiocese e manteve seu título enquanto aguardava o resultado de suas apelações. Byrnes sucedeu ao cargo de arcebispo em tudo, exceto no título naquela época.
Em janeiro de 2019, a arquidiocese entrou com pedido de falência em um tribunal federal após inúmeras alegações de abuso sexual. A medida, decidida em novembro de 2018, permitiu que a arquidiocese evitasse o julgamento e começasse a chegar a acordos nos processos de abuso, que somavam mais de US$ 115 milhões.
Byrnes tornou-se arcebispo de Aganha em 4 de abril de 2019, quando Apuron perdeu seu título, tendo esgotado seus recursos. Após a sentença de Apuron, o Arcebispo Byrnes ofereceu suas “mais profundas desculpas” às vítimas, que ele listou pelo nome. Em 6 de abril, a Sala de Imprensa da Santa Sé confirmou que Byrnes havia sucedido ao cargo de arcebispo na conclusão do processo judicial contra Apuron.
Em 28 de março de 2023, o Papa Francisco aceitou a renúncia do Arcebispo Byrnes por motivos médicos. Byrnes havia deixado Guam em junho de 2022 e estava em licença médica por vários meses.

### Morte
Byrnes morreu no dia 30 de maio de 2025, aos 66 anos.